# Džimmu

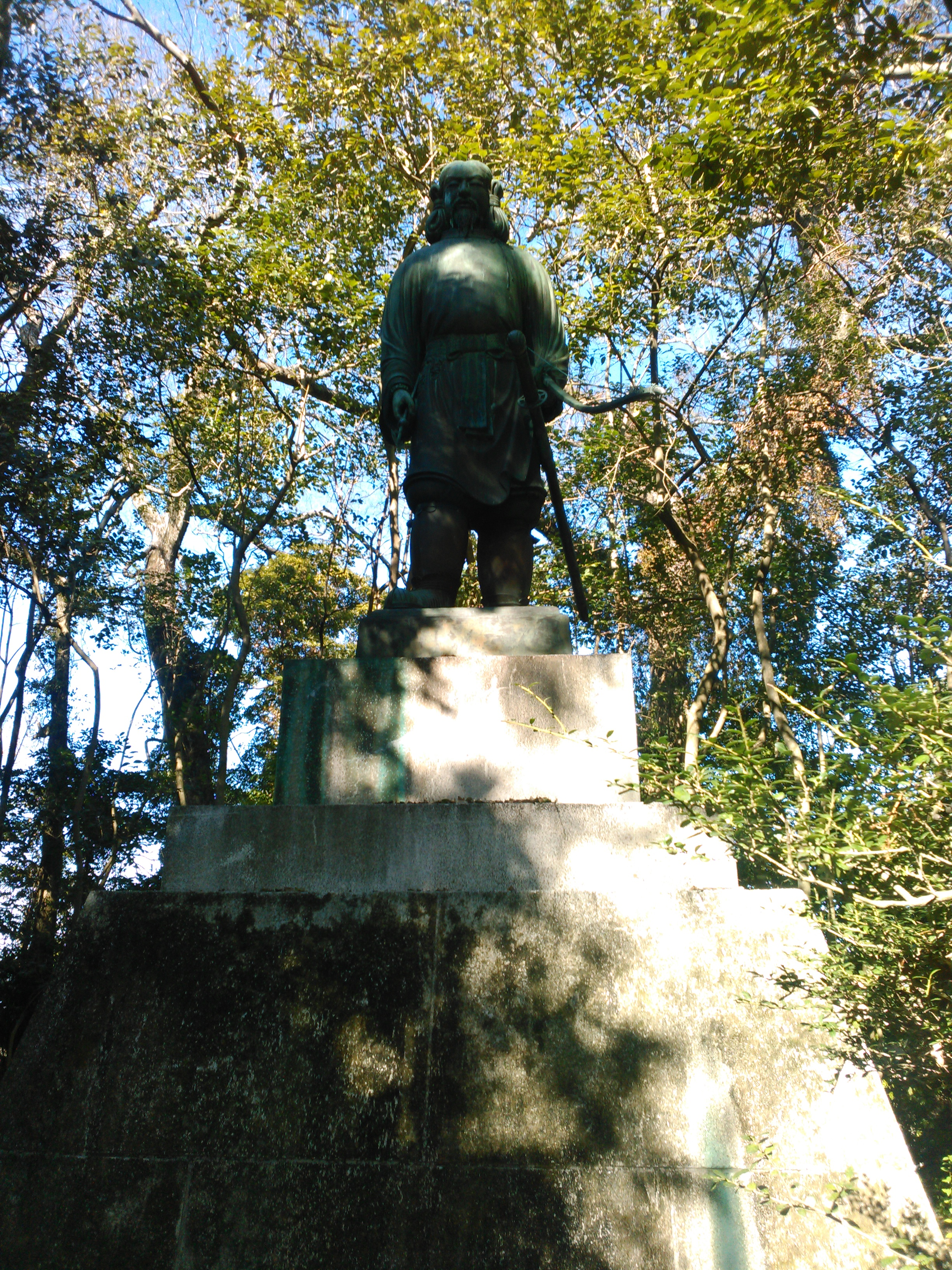
Džimmuova socha

Džimmu (japonsky 神武天皇, Džinmu-tennó; 13. února 711 př. n. l. – 9. dubna 585 př. n. l.) byl dle legend první japonský císař a zakladatel dynastie, jež vládne dodnes. Je to první císař na tradičním seznamu japonských císařů. Vládl v období Džómon.
Den Džimmuova údajného nástupu na trůn 11. února, což je první den prvního lunárního měsíce, se dodnes oficiálně slaví jako den založení japonského státu.
Podle kroniky Kodžiki byl prý Džimmu potomkem bohyně Slunce Amaterasu, hlavního japonského božstva. Až do konce 2. světové války byla tato víra součástí japonského státního náboženství.
Jeho otec byl Ugajafukiaezu a matka byla Tamajori-hime.